# 益子陶器市
益子陶器市（ましことうきいち）とは、「益子焼」の産地である栃木県芳賀郡益子町で開催されている陶器市：陶器販売イベントである。
毎年、春のゴールデンウイークを挟んだ4月下旬から5月上旬の約9日間と、秋の行楽シーズンである11月3日「文化の日」を挟んだ11月上旬の約4日間の、毎年春と秋の年2回開催されている。
春開催の陶器市には「益子春の陶器市」、また秋開催時には「益子秋の陶器市」という名称が用いられることもある。
また過去には春開催時には「春風益子陶器市」、秋開催時には「秋色益子陶器市」の名称が用いられた事がある。
日本全国でも有数の陶器市であり、益子町全体を上げて開催される「1日では見回り切れない」と言われる会場の広さを持つ、「民藝の町・益子」「陶芸の町・益子」を象徴する、街全体が賑わう益子町の一大イベントとなっている。

## 沿革

### 成り立ち
1964年（昭和39年）の東京オリンピックから2年経った1966年（昭和41年）4月、発足間もない「益子焼窯元共販センター」の宣伝活動の一環として、当時の益子では最も大きなイベントであった「バーゲンセール」
：後の「陶器市」が初めて開かれた。
最初期には名称が定まっておらず、「陶器まつり」、「やきもの市」、「益子焼バーゲンセール」、「益子焼陶器市」など、様々な名称で陶器市が開催されていた。
この陶器市は、デパートのバーゲンセールをヒントにして、主に検査で通常販売品から外されてしまった、今でいうアウトレット品を格安で販売するイベントであった。
戦後では全国にも例が無いイベントだったのでどのくらいの来客があるのか見当も付かず、不安だったが、予想以上に多くの人が訪れ、予想以上の売り上げを収める事が出来たため、その後も「陶器市」は継続的に行われていった。
最初期は年に1回、5月の連休中にのみ行われていたが、1970年（昭和45年）11月より「益子焼陶器市」が秋にも開催されるようになり、春と秋の年2回開催されるようになっていった。そしてこの時から上野駅から益子駅までの国鉄臨時列車が日に2便から4便ほど出るようになった。またこの時期は1974年（昭和49年）のように、年によっては10月中旬に開かれる事もあった。
そして同じ時期に塚本製陶所でも「青葉まつり」と称した陶器市が開かれ始め、1978年（昭和53年）からは益子陶芸村でも陶器市が開かれるようになった。
また1975年（昭和50年）には塚本製陶所の「青葉まつり」が4月29日から5月7日までの9日間という強行開催日程を敢行した。その後、益子焼窯元共販センターも4月27日から5月5日までの9日間の日程で開催するなど追従していった。
1979年（昭和54年）4月23日の下野新聞には塚田泰三郎による昔の益子焼の思い出話と、見目陶苑：見目宏一と日向窯：須藤武雄のインタビューによる益子焼の特集記事が掲載され、その下部には益子焼窯元共販センターによる春の益子焼大陶器市の広告が共に掲載された。
また、1981年（昭和56年）4月27日の益子焼窯元共販センターによる広告から、陶器市の開催回数の表記がされるようになった

### 「益子大陶器市」へ
こうして益子町の主要陶器販売店で分散的に陶器市が開かれていた中、1981年（昭和56年）4月に、NHKの朝の情報番組『フレッシュロータリー』で益子町から全国に向けての情報コーナーが生放送された。
これは今までのように益子町からの宣伝活動ではなくNHKからの取材による情報発信であり、翌日からの観光客数が各段に上がったという。
この出来事が契機となり「陶器市実行委員会」が設けられ、駐車場の設置や道路の案内板の設置検討され、益子町中に駐車場や案内板が設置されるようになっていった。
そして翌年の1982年（昭和57年）、益子観光協会も加わり、今まで益子焼窯元共販センター、塚本製陶所、益子陶芸村で別々に開かれていた陶器市が「益子焼大陶器市」として一本化される形で初めて開催された。
これまで益子焼窯元共販センターと塚本製陶が個別に広告を掲載していたが、1982年（昭和57年）4月28日の広告から、共販センターと塚本製陶の他、折越窯、横山民芸店、たかく民芸、小峰窯元センター、益子焼ふくしま、益子陶芸村など、益子にある窯元や民芸店や陶器販売店の合同広告が掲載されるようになった。
そして益子町の陶器販売の中心であった益子焼窯元共販センターや塚本製陶所や益子陶芸村だけでなく、益子町中の民芸店、陶器販売店、陶器製造業者が参加するようになっていき、1988年（昭和63年）には100店を越える店が参加するようになった。
一時は8月半ばのお盆の時期にも陶器市が開催されていた。
1988年（昭和63年）の時点で益子陶器市期間中に約50万人が益子町を訪れ、当時の益子町の年間観光客数・約120万人の約40%が訪れるようになった。

### 災禍を乗り越えて

#### 東日本大震災
2011年（平成23年）3月11日、東日本大震災が発生。その時、益子町では展示されていた芸術性の高い陶芸作品から陶器販売店で販売されていた民芸品などの膨大な量の陶器が割れてしまい、瓦礫の山と化した。また「陶芸メッセ・益子」や「益子参考館」にあった登り窯の他、益子町にあった40から50基もの窯が損壊し亀裂が入り崩壊してしまうという甚大な被害を受けた。陶芸家の中には作品の7、8割が壊れてしまい、参加を断念した者もいた。また電気窯のみならず、ガス窯にも電気が必要になるため、震災発生に伴い行われた計画停電が続けば、窯による焼成が出来ず新しい作品を完成させることが出来なくなってしまい、陶器市の開催にも影響が出る事態となってしまった。
それでも「開催するのなら行きます」という電話が毎日数十本、益子町観光協会へ寄せられた。そして益子焼の陶芸家・佐久間藤也が代表となり「益子焼復興支援センター」を設立。被災した陶芸家たちを支援するボランティアを募集し派遣した。また益子町も益子焼陶芸家を育成するための資金であった「大塚実基金」を活用し、補助金の上限を一部引き上げることを決め、窯の修復と買い換えを支援することになった。
そして予定より3日短縮させるなどの処置を取り、開催が危ぶまれた「春の陶器市」は開催された。また益子町の災害復興に向けてのステッカーが販売され、その売上金は福島県浪江町へ全額寄付された。

#### 新型コロナウイルス禍
2020年（令和2年）から2021年（令和3年）にかけて発生した新型コロナウイルス禍対策のため、2020年春の益子陶器市は史上初の中止となり、その後も中止が続き、合わせて計4回の益子陶器市が中止となった。
そして中止された益子陶器市の代替企画として「益子Web陶器市」や、様々な代替的小規模イベントが益子町で行われた。
2022年（令和4年）、マスクの着用義務や「検温ステーション」の設置などの新型コロナウイルス対策を取りながら3年ぶりに益子陶器市が開催された。
2023年（令和5年）春、検温ステーションを設置しないなどの新型コロナ感染対策を緩和し、参加者や来場者による各自の対応を求める形で、4月29日から5月7日まで「春の益子陶器市」が開催された。益子町観光協会によると初日の来場者数は約5万3000人となり、益子陶器市実行委員会の最終日の発表によると総来場者数は約36万人に達した。
2023年（令和5年）11月、11月3日から11月6日までの4日間の日程で「第108回 益子 秋の陶器市」が開かれた。その前日の10月28日、テレビ東京で放送された「出没!アド街ック天国」の栃木県紹介回となった「栃木 絶景のある街」にて8位で益子町が紹介された。その影響もあったためか、初日は駐車場を探す車で大渋滞となり、陶器市に来た観光客が自動車を駐車場になかなか止められない事態となってしまった。そして4日間で約17万8千人の来場者数となり、大盛況に終わった。

### 渋滞と駐車場問題
益子陶器市の開催時には山あいの小さな町に数十万人もの人々が訪れるため、そのたびに数珠繋ぎになる自動車の渋滞と、日によっては昼前や朝の早い内に臨時を含めた駐車場が満車となる駐車場不足が問題となっていた。
益子町陶器市を主催する益子観光協会は、駐車場不足を解消するためたびたび益子駅西側や町役場、また陶器市会場から少し離れた「益子焼つかもと」などにも臨時駐車場を増設し、また渋滞の緩和を狙い、JR宇都宮駅からの直行バスや、益子陶器市会場内を回る巡回バスの20分間隔の運行や増便を試みていた。それにも関わらずそのたびに来場する観光客は増え、その都度対応と対策に追われていた。特にコロナ禍を乗り越え益子陶器市が再開された後の2023年（令和5年）は、初日の午前中に自動車の混雑と渋滞が集中し秋の陶器市には4日間で益子町の人口の9倍に当たる約18万人が県の内外から推し寄せ、中心部の駐車場はどこも満車となり、駐車場の空きを探す内に正午が過ぎてしまい、目抜き通りとなる城内坂通りを中心に観光客がごった返し、歩行者が車道にはみ出すほど混雑し、いつ自動車と接触してもおかしくないほどであった。
2024年（令和6年）春に開催された「春の益子陶器市」から、益子町観光協会は渋滞緩和対策の強化を本格的に開始した。
観光地域づくり法人である（DMO）「ましこラボ」の藤沼俊輔が中心となり、オーバーツーリズム：観光公害を解消するための事業提案を同年2月に観光庁に申請し、3月下旬に採択された。そして1,420万円の事業費のうち半額が補助されることになった。
益子町内の田野小学校や田野中学校を臨時駐車場として使用し、メイン会場の城内坂通り付近へのシャトルバスを運行した。
また場所の混雑状況を可視化するサービスを提供する「VACAN」と連携し、会場周辺の13ヶ所の駐車場約3,000台分の空き情報をインターネットで把握出来るサイトを設けた。そして一カ所の駐車場だけであるが、効率的な入出庫を促すためにキャッシュレスの支払いに対応出来るようにした。2024年春の陶器市開催直前の2024年（令和6年）4月24日、公式有料駐車場料金が500円から1,000円に値上げされる事が発表された。

## テント村
益子陶器市の特色として、特定された会場を設置せずに、益子陶器販売街全体の陶器販売店が陶器市に参加する形式を取る他、益子陶器販売街内外に渡り販売テントが集まったエリア「テント村」が数多く設けられる。
益子陶器市開催中には城内坂通りや「陶芸メッセ・益子」を中心として約30ものテント村が開かれ、約600もの販売テントが立ち並ぶ。基本的には益子焼が販売されるが、笠間焼などの他の陶芸産地のみならず、日本各地の陶芸家たちの陶器販売テントも立てられる。
また陶器だけではなく、木工や金工やガラス細工などの工芸品や、アクセサリーや衣服や染色布や古道具などの様々な雑貨も販売され、地元・益子の食品販売や飲食販売や生花販売もされている。以下、益子陶器市公式サイトなどを参照とする。

### 城内坂通り沿い
- 共販テント村：益子焼窯元共販センター第一駐車場[119]
- 夢HIROBA[120][121][122][123]
- 城内広場[121][124][125]
- ヴィレッジ☆ましやま[126][127][128]
- 陶喜屋広場[129][130]
- じゃりん小径[131][132][133]
- かまぐれの丘[134][135][136]
- 路地裏テント[137][138][139]：小峰窯／nagi[140]
- TOKO PARK[141][142][143]：陶庫[144]
- PEACE SPACE[120][145][146][147]
- タケノココ[148]

他にも、城内公民館、象嵌てん、益子焼ふくしま、大塚はにわ店、ギャラリー想、陶房なかむら、うめの民芸店、うめの新館、壺々炉など、城内坂通り沿いの空きスペースに様々な販売テントが開かれている。

### 里山通り沿い
- MCAA 6 gallery：NPO法人「MCAA」[158][159]
- くみあい広場[160][121][161][162]
- KENMOKUテント土空間：見目陶苑[121][163][164]
- space mita[165]
- 陶のね広場[166]
- 古窯いわした広場：岩下製陶（古窯いわした）[121]
- 「陶知庵」路地裏手づくり横丁[167]
- ANIKINOHIROBA[168][169]
- 享美術テント村[170]

他にも里山通り沿いのキマモリ、明窯の周辺に販売テントが開かれている。

### 陶芸メッセ・益子エリア
- 遺跡広場[173][174]
- 芝生広場[175]
- 益子陶芸美術館前[176]
- 「陶芸メッセ・益子」東門内[177]
- 「陶芸メッセ・益子」東門前坂[178]
- よこみち作家テント[179]

### 益子陶器販売街外
- ヒジノワ cafe＆space
- つかもとテント市[180]：益子焼つかもと
- 益子焼窯元よこやま 小さな陶器市[181][182][183]

## 益子陶器市の光景
益子陶器市の光景
- 2023年（令和5年）春の益子陶器市。城内坂交差点付近の光景。
- 2023年（令和5年）春の益子陶器市「陶庫」付近。
- 2023年（令和5年）益子陶器市のテント村「PECE SPACE」[145][146][147]。
- 2023年（令和5年）春の益子陶器市のテント村「路地裏テント」[137][138][139]名物「椅子の上の器たち」。
- 2023年（令和5年）春の益子陶器市「ギャラリー想」付近。
- 2023年（令和5年）春の益子陶器市「ギャラリー想」「モスモス」販売エリア[184][185]。
- 2023年（令和5年）春の益子陶器市テント村「かまぐれの丘」[134][135][136]。
- 2023年（令和5年）春の益子陶器市テント村「陶芸メッセ・益子」「遺跡広場」[174][173]。
- 2023年（令和5年）春の益子陶器市のテント村「陶芸メッセ・益子」「芝生広場」[175] 。
- 2023年（令和5年）春の益子陶器市「益子陶芸美術館前」テント村[176]。
- 2023年（令和5年）春の益子陶器市「陶芸メッセ・益子」「陶芸広場・長屋門前：東門内」テント村[177]。
- 2023年（令和5年）春の益子陶器市「陶芸メッセ・益子」「東門前坂」テント村[178]。
- 2023年（令和5年）春の益子陶器市「岩下製陶」のテント村「古窯いわした広場」。
- 2023年（令和5年）春の益子陶器市テント村「KENMOKUテント土空間」「Gallery土空間」前：見目陶苑[163][164]。
- 2023年（令和5年）春の益子陶器市テント村「KENMOKUテント土空間」「Gallery土空間」内：見目陶苑[163][164]の光景。
- 2024年（令和6年）春の益子陶器市の「くみあい広場」[162]。佐藤敬の窯元「牛窯」の販売テント付近の光景。
- 2023年（令和5年）春の益子陶器市の「城内坂通り」の光景。

### 益子陶器市公式
- 益子陶器市
- 益子陶器市のお知らせ｜益子町観光協会
- 【公式】栃木県益子町 観光インスタグラム (@mashiko.official) - Instagram
- 益子陶器市 | 益子町公式ホームページ

### 益子陶器市ガイド
- “【終了】第106回益子秋の陶器市”. とちぎ旅ネット〜栃木の観光旅行情報サイト (2022年11月8日). 2022年12月6日閲覧。
- “【2022 益子陶器市】徹底ガイド!基本情報やおすすめ作家さん紹介”. うつわと暮らしのよみものメディア｜うちる編集局 (2022年3月12日). 2022年12月6日閲覧。
- “益子陶器市とは?道路と駐車場の混雑状況｜2022年の開催情報、観光スポットとおすすめ到着時間”. 四季の美 (2022年10月1日). 2022年12月6日閲覧。